# Vismes
Vismes là một xã ở tỉnh Somme, vùng Hauts-de-France, Pháp.
Thị trấn này có cự ly khoảng 10 dặm Anh (16 km) về phía tây nam của Abbeville, trên đường D190.

## Dân số
| 1962                                                  | 1968 | 1975 | 1982 | 1990 | 1999 | 2004 |
| ----------------------------------------------------- | ---- | ---- | ---- | ---- | ---- | ---- |
| 412                                                   | 395  | 367  | 326  | 314  | 305  | 323  |
| Số liệu dân số từ năm 1962, dân số không tính hai lần |      |      |      |      |      |      |